# La Savine
La Savine est une cité classée quartier prioritaire de la politique de la ville, se trouvant parmi les quartiers nord de Marseille. Elle est incluse au sein du quartier Borel, dans le nord-ouest du 15e arrondissement de la ville.
Le quartier se trouve en haut d'une colline et s'étale sur 13 hectares tout en ayant compté près de 1 400 logements sociaux à sa construction en 1973 et plus de 3 000 habitants. Dans le cadre de la rénovation urbaine de l'Anru, le quartier a subi la destruction de plusieurs centaines de logements, réduisant le nombre d'habitants à moins de mille en 2018.

## Urbanisation
Le quartier de la Savine est issu d'un concours national d'architectes lancé en 1969 par la fédération des organismes HLMs de France, visant à bâtir 15 000 logements dans le pays, afin de résoudre la crise du logement. Il s'agit de construire rapidement des grands ensembles avec des plans standardisés et des éléments préfabriqués. Marseille va recevoir près de 3 000 logements dans cette opération, dont près de la moitié sont construits à la Savine, les autres aboutissant à la création des cités des Flamants et des Iris.
L'équipe d'architectes chargée du projet est proche du maire de Firminy, Eugène Claudius-Petit, et inclut l'urbaniste Charles Delfante. L'emplacement choisi est excentré et peu accessible, en haut du massif boisé de la Mure et contourné par le canal de Marseille, au sein du grand quartier Borel. La plan prévoit 1 391 logements répartis dans 35 immeubles de dix étages généralement, pour la plupart rassemblés pour former neuf étoiles à trois branches, créant une cour intérieure partiellement fermée, avec une tour de treize étage érigée au centre. Trois immeubles plus éloignés de l'ensemble forment la « Petite Savine » au nord-ouest. Le quartier est livré en 1973.

## Rénovation urbaine

### Premières destructions
Le quartier de la Savine a connu plusieurs étapes de restructuration, parmi les plus impressionnantes de Marseille vue les nombreuses destructions. Toute comme à La Solidarité, la ville entame dès 1993 la destruction de six immeubles, soit 211 logements sociaux à la Savine, supprimant les deux étoiles situées au centre-est. En 2002, cinq autres immeubles sont détruits soit 209 logements à nouveau retirés. Un tiers des logements sont ainsi démolis, la Savine en comptant désormais 971. 

### Programmes Anru
Avec la création de l'Anru en 2004, l’État va venir en aide à la ville de Marseille afin de poursuivre les efforts de rénovation urbaine. En 2008, un premier projet est mis sur pied pour La Savine, mais après la découverte d'amiante en 2010, le projet est totalement revu dans le but de démolir une grande partie de l'ensemble avec un budget de 139 millions d'euros. Près de 800 logements sont démolis dans le cœur du quartier et un millier de foyers sont relogés dans le cadre du premier programme. Le plan aboutit à la création de nouveaux logements sociaux, dont 145 construits sur le plateau de la Savine, essentiellement à l'ouest du parc central. En 2017, les résidences de La Mûre et de la Couronne sont livrées avec 80 et 65 logements du bailleur Logirem.
Le second programme de l'Anru prend le relais, dans le but d'achever le renouvellement complet du site. Entre 2019 et 2021, la résidence de la Petite Savine et ses 104 logements sont rénovés, les seuls d'origines qui seront conservés. Le bailleur social procède à une amélioration de l'isolation thermique, à l'ajout de balcons et de parkings souterrains, pour un budget de 14 millions d'euros. En 2020, près de 70 logements sociaux sont construits en contrebas de la Savine, soit les deux résidences Bosphore et Proue, au sein du vallon des Tuves. L'année suivante, 60 logements mixtes sont construits sur le plateau de la Savine. Le programme prévoit enfin la destruction des derniers bâtiments construits dans les années 1970, y compris la tour K. Enfin, une « maison pour tous » comprenant un centre social et une crèche sont bâtis en 2020 dans le vallon.

## Population
Le quartier prioritaire de la Savine compte seulement 944 habitants en 2018, contre 2 602 cinq ans plus tôt, une baisse sensible du fait des destructions de logements. La cité présente un taux de pauvreté de 48 %, contre 26,4 % pour Marseille et 43,5 % pour la moyenne des quartiers prioritaires français. En 2015, le taux de pauvreté était bien plus extrême, aux alentours de 63 %, en faisant l'un des quartiers les plus pauvres de France. Les revenus médians des ménages par unité de consommation atteint 1 110 euros par mois en 2018, contre 1 580 pour la ville. Les revenus des habitants du quartier sont constitués à 54 % de revenus du travail, 32 % de prestations sociales et le reste essentiellement de pensions de retraite.

## Sources
- Marseille: des habitants de la Savine s'inquiètent pour l'avenir de leur cité sur Le Point, le 2 décembre 2012
- A Marseille, le chantier de la Savine, otage de règlements de comptes entre trafiquants sur Le Monde, le 18 novembre 2021
- La Savine: le plan de rénovation urbaine ne convient pas aux habitants sur bfmtv.com, le 29 mars 2022
- rénovation